# حوسبة الحمض النووي الريبوزي منقوص الأكسجين
حوسبة الحمض النووي (بالإنجليزية: DNA Computing) هي شكل من أشكال الحوسبة التي تستخدم الدنا والكيمياء الحيوية وعلم الأحياء الجزيئي بدلا من تقنيات الحاسوب التقليدية المعتمدة على السيليكون. حوسبة الدنا أو الحوسبة البيولوجية الجزيئية بشكل أعم هي مجال سريع التطور ومتعدد الاختصاصات. يتعلق البحث والتطوير في هذا المجال بنظرية وتجارب وتطبيقات حوسبة الدنا.

## التاريخ
تم تطوير هذا المجال بداية من قبل ليونارد أدليمان من جامعة جنوب كالفورنيا في عام 1994. قدّم أدلمان إثباتا لفكرته يستخدم الدنا كشكل من أشكال الحساب الذي حل مشكلة مسار هاميلتون ذي السبع نقاط.
أجريت العديد من التطورات منذ تجارب أدلمان الأولى وتم إثبات إمكانية تصنيع آلات تورنغ (بالإنجليزية: Turing Machines) مختلفة.
في عام 2002، قام باحثون من معهد وايزمان للعلوم في مدينة رحوفوت في إسرائيل بالكشف عن آلة حوسبة جزيئية مبرمَجَة مؤلفة من الإنزيمات وجزيئات الدنا بدلا من رقاقات السيليكون. في الثامن والعشرين من أبريل عام 2004، أعلن كل من إيهود شابيرو وياكوف بينيسون وبنيامين جيل وأوري ب-دور وريفكا أدار من معهد وايزمان للعلوم في دورية طبيعة بنائهم لحاسوب دنا مقترن بوحدة إدخال وإخراج والتي تستطيع نظريا تشخيص نشاط سرطاني داخل الخلية وإطلاق دواء ضد السرطان عند التشخيص.
في عام 2009، تم دمج أنظمة الحوسبة الأحيائية مع رقاقات السيليكون المتعارف عليها للمرة الأولى. في هذه التجربة، تم إنجاز إنزيم قائم على نظام منطقي يستخدم OR-Reset/AND-Reset باستخدام رقاقات سيليكون تأثير المجال (Field-Effect Silicon Chips). يمكن لهذا التقدم أن ينتج احتمالية كبرى في مجالات علم الأحياء التخليقي وهندسة الطب الحيوي بما أنه يؤشّر للتكامل بين الأنظمة الحيوية والأنظمة الكهروميكانيكية على مستوى الخلية الفرعية.

## القدرات
تبدو حوسبة الدنا مشابهة بشكل أساسي للحوسبة المتوازية من ناحية استفادتها من جزيئات الدنا المختلفة في تجريب العديد من الاحتمالات المختلفة في المرة الواحدة.
توفر حوسبة الدنا استهلاك طاقة أقل من حواسيب السيليكون التقليدية. يستخدم الدنا ثالث فوسفات الأدينوساين ويعرف اختصارا ب (ATP) كوقود يسمح بعملية الربط أو كوسيلة لتسخين الخيط لفك الرابطة. يمكن أن يحدث تهجين الخيط وحلمهة العمود الفقري للدنا تلقائيا بدعم من الطاقة الكامنة المخزنة في الدنا.
يطلق استهلاك جزيئين من ثالث فوسفات الأدينوساين 1.5 x 10−19 جول. حتى مع حدوث عدد من الانتقالات في كل ثانية باستخدام جزيئي ثالث فوسفات الأدينوساين ما زال ناتج الطاقة منخفضا. على سبيل المثال، سجل كاهان حدوث 109 انتقالا كل ثانية باستهلاك طاقة يساوي 10−10 واط. كما وسجل شابيرو نظاما ينتج x 10117.5 في 4000 ثانية مما يتسبب في معدل استهلاك طاقة يساوي 10−10 واط.
تعتبر حواسيب الدنا أسرع وأصغر من أي حاسوب تم بناؤه إلى الآن في حالة بعض المشاكل المتخصصة. علاوة على ذلك، فقد تم إثبات نجاح عمل حسابات رياضية معينة على حاسوب الدنا. على سبيل المثال؛ قدّم أران نايبي تطبيقا قابلا للتنفيذ لخوارزمية ضرب مصفوفة ستراسن على حاسوب دنا.
غير أن حوسبة الدنا لا توفر أي قدرات جديدة من وجهة نظر نظرية الحاسوبية وهي الدراسة التي تعنى بحل المشاكل حسابيا باستخدام نماذج مختلفة من الحساب. على سبيل المثال، إذا كانت المساحة اللازمة لحل مشكلة تزداد باطراد مع حجم المشكلة (مشاكل EXPSPACE) على آلات فون نيومان؛ فما تزال تزداد باطراد أيضا مع حجم المشكلة على آلات الدنا. إن كمية الدنا اللازمة لمشاكل EXPSPACE الكبيرة جدا هي كبيرة جدا لكي تكون عملية، بينما من ناحية أخرى فإن الحوسبة الكمومية تقدّم بعض القدرات الجديدة المثيرة للاهتمام.
تتداخل حوسبة الدنا مع تقانة النانو غير أنها تختلف عنها في أن الأخيرة تستخدم خاصية قاعدة الاقتران كما سماها واتسون وكريك وخصائص الدنا الأخرى لتصنيع تراكيب جديدة من الدنا. يمكن أن تستخدم هذه التراكيب لحوسبة الدنا ولكن ذلك غير ضروري. إضافة إلى ذلك؛ يمكن القيام بحوسبة الدنا دون استخدام أنواع الجزيئات التي أتاحتها تقانة نانو الدنا.

## الطرق المستخدمة
هناك طرق عديدة لبناء جهاز حاسوبي اعتمادا على الدنا ولكل منها مساوئها وحسناتها. معظمها يبني البوابات المنطقية الأساسية (بوابة أو وبوابة و وبوابة ليس) المتعلقة بالمنطق الرقمي المنطلق من قاعدة دنا. تشمل القواعد المحتلفة إنزيمات الدنا (الحفازات) وقليلات نوكليوتيد منقوصة الأكسجين (Deoxyoligonucleotides) والإنزيمات وتبليط الدنا (DNA Tiling) وتفاعل البوليميراز المتسلسل.

### الحفازات
الدنا المحفّز (الديوكسيريبوزيمات أو الحفاز) يحفّز رد فعل عند التفاعل مع التفاعل مع المدخلات المناسبة مثل قليل نيكليوتيد (Oligonucleotide) ملائم. تستخدم هذه الحفازات لبناء بوابات منطقية مماثلة للمنطق الرقمي في السيليكون؛ ومع ذلك فإن الحفازات تنحصر في ببوابات منطقية تمتلك مدخلا ومدخلين وثلاثة مدخلات دون وجود تطبيق حالي لتقييم البيانات في السلسلة.
تغير بوابة الحفاز المنطقية من تركيبها عندما ترتبط إلى قليل نيكليوتيد ملائم وتنفصم الركائز الفلورية (بالإنجليزية:Fluorogenic Substrate) المرتبطة إليها لتتحرر. بينما يمكن استخدام مواد أخرى فإن معظم الوحدات تستخدم ركائز الكواشف الفلورية وذلك لأنه من السهل بمكان اكتشافها حتى عند حد الجزيء المفرد. يمكن قياس الفلورية الناتجة لتحديد حدوث التفاعل من عدمه. يمكن ساعتها استخدام الحفاز الذي يغير، ولا يستطيع بدء أي تفاعلات أخرى. وبسبب ذلك، تحدث هذه التفاعلات في جهاز مثل مفاعل الحوض ذو التحريك المستمر (Continuous Stirred-Tank Reactor) حيث تتم إزاحة المنتج القديم وإضافة الجزيء الجديد.
يوجد حفازان شائعان يحملان اسمي E6 و17-8 وترجع شهرتهما إلى أنهما يسمحان بفصم الركيزة في أي موقع اعتباطي. استخدم ستويانوفيتش Stojanovic وماكدونالد MacDonald حفاز E6 لبناء جهازي MAYA I و MAYA II على التوالي. أظهر ستويانوفيتش البوابات المنطقية باستخدام حفاز 17-8. بينما تم إثبات فاعلية الحفازات في إنشاء البوابات المنطقية؛ فهي تبقى محددة بالحاجة إلى تميم عامل فلزي لتلعب دورها مثل Zn+2 أو Mn+2، وبالتالي فهي غير ذات فائدة في الحيوية.
يتكون تصميم يدعى بالعروة الجذعية stem loop من خيط واحد من الدنا يحوي حلقة في نهايته، وهو تركيب ديناميكي يفتح ويغلق عندما عندما يرتبط جزء من الدنا بجزء الحلقة. تم استغلال هذا التأثير لإنشاء بوابات منطقية عديدة. استخدمت هذه البوابات المنطقية لإنشاء الحواسيب MAYA I و MAYA II التي يمكنها أن تلعب لعبة إكس-أو إلى حد ما.

### الإنزيمات
عادة ما تأخذ الحواسيب التي تتخذ من إنزيمات الدنا أساسا لها شكل آلة تورنغ بسيطة حيث يكون العتاد التناظري بشكل إنزيم فيما يتخذ البرنامج شكل الدنا.
عرض شابيرو لحاسوب دنا يستخدم الإنزيم FokI ووسع من عمله عن طريق الذهاب لإظهار آلة ذاتية التشغيل تشخّص وتتفاعل مع سرطان البروستات: تحت تعبير جينات PPAP2B وGSTP1 والتعبير الفائق لجين PIM1 وHPN. قامت الآلة التي اخترعها بتقدير تعبير كل جين بواقع جين واحد في كل مرة وعند حدوث تقييم إيجابي تطلق جزيء خط دنا مفردا (بالإنجليزية: ssDNA) مضادا لـ MDM2. إن MDM2 هو كاظم (بالإنجليزية: Repressor) للبروتين 53 والذي هو كابح للورم في حد ذاته.
في حالة التشخيص الخاطئ؛ تقرّر إطلاق كابح عقار للتشخيص الإيجابي بدلا من عمل لا شيء. يحد من هذا التطبيق لزوم استخدام آلتين منفصلتين بحيث تشرف كل واحدة منهما على عقار. استغرقت عملية التقييم وحتى إطلاق العقار حوالي الساعة لإتمامها. تتطلب هذه العملية حضور جزيئات الانتقال وإنزيم FokI كذلك. يحد شرط وجود إنزيم FokI من استخدامه في الكائنات الحية في «خلايا الكائنات الحية الأعلى» على الأقل. كما وتجدر الإشارة إلى أنه يمكن إعادة استخدام جزيئات البرنامج في هذه الحالة.

### تبادل موضع القدم
تم صنع حواسيب الدنا أيضا باستخدام مفهوم تبادل موطئ القدم. في هذا النظام، يرتبط خيط دنا كمدخل إلى طرف دبق (Sticky End) أو موضع هش على جزيء دنا آخر مما يسمح له باستبدال جزء آخر من الخيط في الجزيء. يسمح هذا بابتكار وحدات عناصر المنطق مثل بوابات (و) و (أو) و (ليس) المنطقية ومكبرات الإشارة، والتي يمكن وصلها مع حواسيب أكبر اعتباطيا. لا تتطلب هذه الفئة من حواسيب الدنا أي إنزيمات أو أي قدرة كيمائية للدنا.

### التجميع الحسابي الذاتي

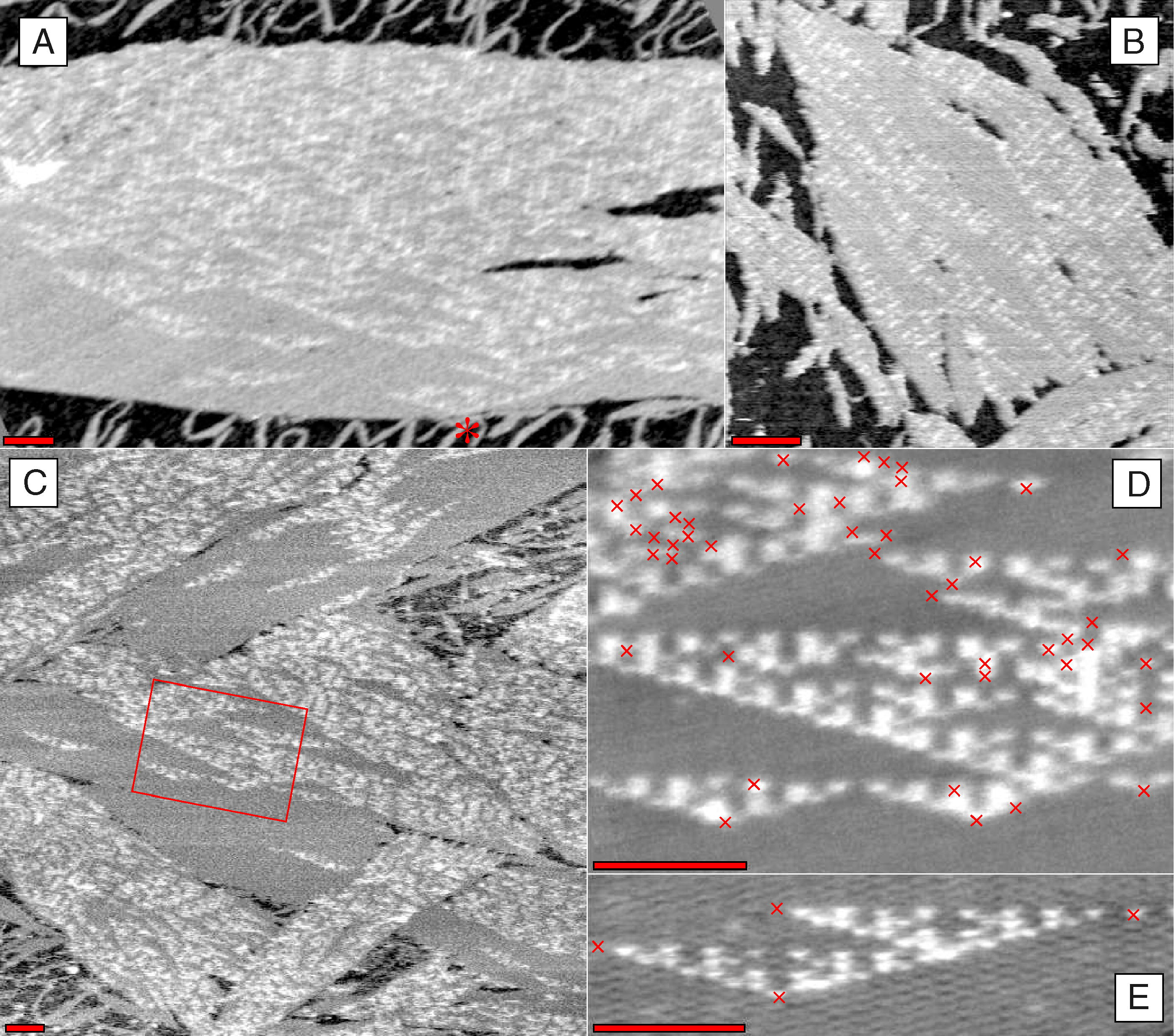
مصفوفة دنا تظهر تمثيلا لـمثلث سيربنسكي على أسطحها. اضغط الصورة لمزيد من التفاصيل. الصورة مأخوذة من Rothemund 2004

تم تطبيق تقانة النانو على حقل حوسبة الدنا المرتبط به. يمكن تصميم بلاطات الدنا لتحتوي نهايات دبقة عديدة بسلاسل يتم اختيارها بحيث تتصرف كبلاطات وانغ. تم إثبات مصفوفة DX يقوم تجميعها بتشفير عملية XOR مما يسمح لمصفوفة الدنا بتنفيذ خلايا ذاتية السلوك (بالإنجليزية: Cellular Automaton) تولد كسيرية (بالإنجليزية: Fractal) تدعى مثلث سيربنسكي (بالإنجليزية: Sierpinski gasket) ويثبت هذا أنه يمكن إدراج الحساب إلى تجميع مصفوفات الدنا مما يوسع من مجالها أبعد من مجرد مصفوفات دورية بسيطة.